# Liste der Geotope im Landkreis Sigmaringen
Diese sortierbare Liste der Geotope im Landkreis Sigmaringen enthält die Geotope des baden-württembergischen Landkreises Sigmaringen, die amtlichen Bezeichnungen für Namen und Nummern sowie deren geographische Lage. Die Geotope sind im Geotop-Kataster Baden-Württemberg dokumentiert und umfassen Aufschlüsse von Gesteinen, Böden, Mineralien und Fossilien sowie besondere Landschaftsteile.

## Liste
Im Landkreis sind 219 Geotope (Stand 3. Dezember 2020) vom Landesamt für Geologie, Rohstoffe und Bergbau (LGRB) ausgewiesen:
| Steckbrief Nr. (PDF) | Name                                                                                         | Geotoptyp                | Gemeinde/Stadt, Gemarkung                      | Koordinaten                   | Bild                      | Bemerkungen |
| -------------------- | -------------------------------------------------------------------------------------------- | ------------------------ | ---------------------------------------------- | ----------------------------- | ------------------------- | --- |
| 4363                 | Josefinenhöhe ca. 1100 m E von Beuron                                                        | Felsformation            | Beuron                                         | 48° 3′ 5″ N, 8° 59′ 0″ O      | Josefinenhöhe halblinks   | Geologische Einheit: Untere Felsenkalk-Formation Status: geschützt (Naturdenkmal Josefinenhöhe (Mehsackfelsen))                               |
| 4364                 | Altstadtfelsen ca. 1100 m E von Beuron                                                       | Felsformation            | Beuron                                         | 48° 3′ 3″ N, 8° 59′ 3″ O      | Altstadtfelsen Bildmitte  | Geologische Einheit: Untere Felsenkalk-Formation Status: geschützt (Naturdenkmal Altstadtfelsen)                                              |
| 4365                 | Zuckerhutfelsen ca. 1100 m E von Beuron                                                      | Felsformation            | Beuron                                         | 48° 3′ 0″ N, 8° 59′ 3″ O      | Zuckerhutfelsen Bildmitte | Geologische Einheit: Untere Felsenkalk-Formation Status: geschützt (Naturdenkmal Zuckerhutfelsen)                                             |
| 4366                 | Paulsfelsen und Paulshöhle bei Beuron                                                        | Felsformation Höhle      | Beuron                                         | 48° 2′ 56″ N, 8° 59′ 2″ O     |                           | Geologische Einheit: Untere Felsenkalk-Formation Status: geschützt (Naturdenkmal Paulsfelsen mit Paulshöhle)                                  |
| 4367                 | Felsgruppe Alpenblick ca. 600 m S von Kloster Beuron oberh. der L 196                        | Felsformation            | Beuron                                         | 48° 2′ 43″ N, 8° 58′ 7″ O     |                           | Geologische Einheit: Untere Felsenkalk-Formation Status: geschützt (Naturdenkmal Alpenblick (Rosenfels))                                      |
| 4368                 | Petersfelsen und Höhle ca. 700 m SE von Beuron                                               | Felsformation Höhle      | Beuron                                         | 48° 2′ 47″ N, 8° 58′ 42″ O    |                           | Geologische Einheit: Untere Felsenkalk-Formation Status: geschützt (Naturdenkmal Petersfelsen mit Petershöhle)                                |
| 4369                 | Prälatenfelsen im Liebfrauental ca. 1000 m S von Beuron                                      | Felsformation            | Beuron                                         | 48° 2′ 33″ N, 8° 58′ 20″ O    |                           | Geologische Einheit: Massenkalk-Formation Status: geschützt (Naturdenkmal Prälatenfelsen und Prälatenloch)                                    |
| 4370                 | Höhle Gurgelloch in der Eichhalde ca. 1600 m SW von Beuron                                   | Höhle                    | Beuron                                         | 48° 2′ 25″ N, 8° 57′ 16″ O    |                           | Geologische Einheit: Untere Felsenkalk-Formation Status: geschützt (Naturdenkmal Gurgelloch)                                                  |
| 4371                 | Eierhöhle in den Felsen zw. nördl. Bandfelsen und Fachfelsen, ca. 600 m S vom Talhof         | Höhle                    | Beuron Gemarkung Hausen                        | 48° 3′ 43″ N, 9° 0′ 15″ O     |                           | Geologische Einheit: Untere Felsenkalk-Formation Status: geschützt (Naturdenkmal Eierhöhle)                                                   |
| 4372                 | Scheunenhöhle (Hohler Fels) ca. 700 m S von Langenbrunn                                      | Höhle                    | Beuron Gemarkung Hausen                        | 48° 4′ 3″ N, 9° 1′ 5″ O       |                           | Geologische Einheit: Untere Felsenkalk-Formation Status: geschützt (Naturdenkmal Scheunenhöhle im FND Hohler Fels)                            |
| 4373                 | Felskranz Werenwag und Höhle Felsenschmiede unterhalb von Schloss Werenwag                   | Felsformation            | Beuron Gemarkung Hausen                        | 48° 4′ 32″ N, 9° 0′ 59″ O     |                           | Geologische Einheit: Untere Felsenkalk-Formation Status: geschützt (Naturdenkmal Felsenschmiede Werenwag)                                     |
| 4374                 | Glasträgerfelsschacht ca. 900 m NNE von Schloss Werenwag                                     | Höhle                    | Beuron Gemarkung Hausen                        | 48° 4′ 56″ N, 9° 1′ 21″ O     |                           | Geologische Einheit: Untere Felsenkalk-Formation Status: geschützt (Naturdenkmal Glasträgerfelsschacht (Bahnhofsschacht))                     |
| 4375                 | Geiersteinschacht beim Bischofsfelsen ca. 1500 m SSW von Hausen im Tal                       | Höhle                    | Beuron Gemarkung Hausen                        | 48° 4′ 20″ N, 9° 1′ 35″ O     |                           | Geologische Einheit: Untere Felsenkalk-Formation Status: geschützt (Naturdenkmal Geiersteinschacht im Bischofsfelsen)                         |
| 4376                 | Geierhöhle im Bischofsfelsen ca. 1400 m SSW von Hausen im Tal                                | Höhle                    | Beuron Gemarkung Hausen                        | 48° 4′ 18″ N, 9° 1′ 31″ O     |                           | Geologische Einheit: Untere Felsenkalk-Formation Status: geschützt (Naturdenkmal Geierhöhle im Bischofsfelsen)                                |
| 4377                 | Geißenlochhöhle ca. 100 m SE unterh. der Schlossruine Hausen                                 | Höhle                    | Beuron Gemarkung Hausen                        | 48° 5′ 22″ N, 9° 2′ 10″ O     |                           | Geologische Einheit: Untere Felsenkalk-Formation Status: geschützt (Naturdenkmal Geißenlochhöhle)                                             |
| 4378                 | Große Quelle im Ortsbereich von Hausen im Tal an der Hauptstraße                             | Quelle                   | Beuron Gemarkung Hausen                        | 48° 5′ 5″ N, 9° 2′ 24″ O      |                           | Geologische Einheit: Wohlgeschichtete Kalk-Formation Status: geschützt (Naturdenkmal Große Quelle Hausen i. T.)                               |
| 4379                 | Korneliushöhle oberh. von Hausen im Tal                                                      | Höhle                    | Beuron Gemarkung Hausen                        | 48° 5′ 25″ N, 9° 2′ 16″ O     |                           | Geologische Einheit: Untere Felsenkalk-Formation Status: geschützt (Naturdenkmal Korneliusfelsen mit Höhlen)                                  |
| 4380                 | Bergstollenquelle, Quellaustritt am Hang 400 m SW von Neidingen                              | Quelle                   | Beuron Gemarkung Hausen                        | 48° 5′ 36″ N, 9° 3′ 10″ O     |                           | Geologische Einheit: Untere Felsenkalk-Formation Status: geschützt (Naturdenkmal Berstollenquelle (Mühlquelle) mit Quellbach)                 |
| 4381                 | Burgfelsen der ehem. Burg Wagenfels mit Höhle SE von Hausen im Tal                           | Felsformation Höhle      | Beuron Gemarkung Hausen                        | 48° 4′ 57″ N, 9° 2′ 31″ O     |                           | Geologische Einheit: Massenkalk-Formation Status: geschützt (Naturdenkmal Burgfelsen mit der Lengenfeld)                                      |
| 4382                 | Fallfelsenhöhle im Felsband am SW Ausgang des Reiftals 400 m WNW von Neidingen               | Höhle                    | Beuron Gemarkung Hausen                        | 48° 5′ 49″ N, 9° 3′ 13″ O     |                           | Geologische Einheit: Untere Felsenkalk-Formation Status: geschützt (Naturdenkmal Fallfelsenhöhle)                                             |
| 4383                 | Uhufels und -höhle am SE Ausgang des Reiftals 500 m NW von Neidingen                         | Felsformation Höhle      | Beuron Gemarkung Hausen                        | 48° 5′ 53″ N, 9° 3′ 15″ O     |                           | Geologische Einheit: Untere Felsenkalk-Formation Status: geschützt (Naturdenkmal Uhufelsenhöhle)                                              |
| 4384                 | Jörgenbrunnenschacht ca. 800 m NE von Thiergarten                                            | Höhle                    | Beuron Gemarkung Hausen                        | 48° 5′ 41″ N, 9° 6′ 20″ O     |                           | Geologische Einheit: Untere Felsenkalk-Formation Status: geschützt (Naturdenkmal Jörgenbrunnen und Jörgbrunnenschacht)                        |
| 4385                 | Bröllerschacht ca. 1000 m NE von Thiergarten                                                 | Höhle                    | Beuron Gemarkung Hausen                        | 48° 5′ 47″ N, 9° 6′ 27″ O     |                           | Geologische Einheit: Massenkalk-Formation Status: geschützt (Naturdenkmal Bröllerschacht)                                                     |
| 4386                 | Obere Bröllerhöhle ca. 900 m ENE von Thiergarten                                             | Höhle                    | Beuron Gemarkung Hausen                        | 48° 5′ 38″ N, 9° 6′ 29″ O     |                           | Geologische Einheit: Untere Felsenkalk-Formation Status: geschützt (Naturdenkmal Obere Bröllerhöhle)                                          |
| 4387                 | Thiergartenbröller ca. 900 m ENE von Thiergarten                                             | Höhle                    | Beuron Gemarkung Hausen                        | 48° 5′ 36″ N, 9° 6′ 30″ O     |                           | Geologische Einheit: Untere Felsenkalk-Formation Status: geschützt (Naturdenkmal Bröller)                                                     |
| 4388                 | Felsgruppe Ruine Lengenfeld                                                                  | Felsformation            | Beuron Gemarkung Hausen                        | 48° 4′ 4″ N, 9° 0′ 55″ O      |                           | Geologische Einheit: Massenkalk-Formation Status: geschützt (Naturdenkmal Burgfelsen mit der Lengenfeld)                                      |
| 4389                 | Busenberghöhle am W-Hang des Busenbergs 1500 m N von Bingen                                  | Höhle                    | Bingen                                         | 48° 7′ 23″ N, 9° 16′ 32″ O    |                           | Geologische Einheit: Liegende Bankkalk-Formation Status: geschützt (Naturdenkmal Busenberghöhle)                                              |
| 4390                 | Felsgalerie und Höhle Rappenfelsen am Hangfuß zum Laucherttal ca. 3500 m W von Bingen        | Felsformation Höhle      | Bingen                                         | 48° 6′ 36″ N, 9° 13′ 44″ O    |                           | Geologische Einheit: Massenkalk-Formation Status: geschützt (Naturdenkmal Rappenfelshöhle)                                                    |
| 4391                 | Bohnerzgrubenfeld Rübteil und Doline ca. 2000 m NE von Hitzkofen                             | Aufschluss               | Bingen Gemarkung Hitzkofen                     | 48° 6′ 59″ N, 9° 18′ 50″ O    |                           | Geologische Einheit: Massenkalk-Formation Status: geschützt (Naturdenkmal ehemalige Bohnerzgruben)                                            |
| 4392                 | Spiralhöhle (Helgahöhle) ca. 100 m oberhalb des Talausgangs des Bittelschießer Täle          | Höhle                    | Bingen Gemarkung Hornstein                     | 48° 6′ 28″ N, 9° 15′ 41″ O    |                           | Geologische Einheit: ? Status: geschützt (Naturdenkmal Spiralhöhle)                                                                           |
| 4393                 | Doline und Höhle Eulenloch am Zugang zum Neufraer Tal 500 m SW von Beuron                    | Doline Höhle             | Gammertingen Gemarkung Bronnen                 | 48° 15′ 36″ N, 9° 12′ 7″ O    |                           | Geologische Einheit: Untere Felsenkalk-Formation Status: geschützt (Naturdenkmal Erdfall (Eulenloch))                                         |
| 4394                 | Weihhöhle (Annahöhle) W der Lauchert, ca. 900 m NW von Gammertingen                          | Höhle                    | Gammertingen                                   | 48° 15′ 17″ N, 9° 12′ 30″ O   |                           | Geologische Einheit: Massenkalk-Formation Status: geschützt (Naturdenkmal Weihöhle)                                                           |
| 4395                 | Teufelstorfelsen und Naturbrücke E der Lauchert 2000 m N von Hettingen                       | Felsformation            | Gammertingen                                   | 48° 14′ 0″ N, 9° 13′ 44″ O    |                           | Geologische Einheit: Untere Felsenkalk-Formation Obere Felsenkalk-Formation Status: geschützt (Naturdenkmal Teufelstorfelsen)                 |
| 4396                 | Laubhauser Brunnen                                                                           | Landschaftselement       | Gammertingen Gemarkung Bronnen                 | 48° 14′ 22″ N, 9° 17′ 0″ O    |                           | Geologische Einheit: Massenkalk-Formation Status: geschützt (Naturdenkmal Lapphauser Brunnen)                                                 |
| 4397                 | Kachelfelsen E der Lauchert auf halber Hanghöhe 1000 m NNE von Hettingen                     | Felsformation            | Hettingen                                      | 48° 13′ 34″ N, 9° 14′ 14″ O   |                           | Geologische Einheit: Massenkalk-Formation Status: geschützt (Naturdenkmal Kachelfelsen)                                                       |
| 4398                 | Wehrensteigfelsen im Hettinger Tal ca. 1300 m NNE von Hettingen                              | Felsformation            | Hettingen                                      | 48° 13′ 33″ N, 9° 14′ 38″ O   |                           | Geologische Einheit: Massenkalk-Formation Status: geschützt (Naturdenkmal Wehrensteig-Felsen)                                                 |
| 4399                 | Schlossfelsen E oberhalb von Hettingen                                                       | Felsformation            | Hettingen                                      | 48° 13′ 8″ N, 9° 14′ 7″ O     |                           | Geologische Einheit: Massenkalk-Formation Status: geschützt (Naturdenkmal Schlossfelsen)                                                      |
| 4400                 | Enzenbarnfelsen am nördl. Eingang (Buckberg) zum Fehlatal                                    | Felsformation            | Hettingen                                      | 48° 12′ 41″ N, 9° 13′ 24″ O   |                           | Geologische Einheit: Massenkalk-Formation Status: geschützt (Naturdenkmal Enzenbarnfelsen (schlafender Ritter))                               |
| 4401                 | Brühlsteigfelsen im Totental 1100 m S von Hettingen                                          | Felsformation            | Hettingen                                      | 48° 12′ 22″ N, 9° 14′ 0″ O    |                           | Geologische Einheit: Massenkalk-Formation Status: geschützt (Naturdenkmal Brühlsteigfelsen)                                                   |
| 4402                 | Aufg. Sandgrube Gertenstock ca. 1100 m NW von Ursendorf                                      | Aufschluss               | Hohentengen Gemarkung Ursendorf                | 48° 0′ 51″ N, 9° 21′ 18″ O    |                           | Geologische Einheit: Obere Meeresmolasse Status: geschützt (Naturdenkmal Sandgrube Gertenstock)                                               |
| 4403                 | Aufg. Sandgrube Burren ca. 1100 m NW von Ursendorf                                           | Aufschluss               | Hohentengen Gemarkung Ursendorf                | 48° 0′ 39″ N, 9° 21′ 4″ O     |                           | Geologische Einheit: Obere Meeresmolasse Status: geschützt (Naturdenkmal Steinbruch Burrenesch)                                               |
| 4404                 | Aufg. Steinbruch Talsberg 1000 m SW von Engelswies                                           | Aufschluss               | Inzigkofen Gemarkung Engelswies                | 48° 2′ 11″ N, 9° 7′ 25″ O     |                           | Geologische Einheit: Obere Süsswassermolasse Status: geschützt (Naturdenkmal Steinbrüche auf dem Talsberg)                                    |
| 4405                 | Doline im Gemeindewald Hirschbrunnen ca. 1700 m SSE von Engelswies                           | Doline                   | Inzigkofen Gemarkung Engelswies                | 48° 1′ 23″ N, 9° 8′ 12″ O     |                           | Geologische Einheit: Massenkalk-Formation Status: geschützt (Naturdenkmal Talbachversickerung)                                                |
| 4406                 | Ruine der Mühlenhöhle am Mühlkanal der ehem. Dietfurter Mühle ca. 300 m WNW von Dietfurt     | Höhle                    | Inzigkofen Gemarkung Vilsingen                 | 48° 4′ 44″ N, 9° 8′ 11″ O     |                           | Geologische Einheit: Liegende Bankkalk-Formation Status: geschützt (Naturdenkmal Mühlenhöhle)                                                 |
| 4407                 | Burghöhle im isolierten Felsen mit Ruine in Dietfurt                                         | Höhle                    | Inzigkofen Gemarkung Vilsingen                 | 48° 4′ 41″ N, 9° 8′ 23″ O     |                           | Geologische Einheit: ? Status: geschützt (Naturdenkmal Burghöhle Dietfurt)                                                                    |
| 4408                 | Maurushöhle im Maurusfelsen ca. 2000 m E von Beuron                                          | Höhle                    | Leibertingen                                   | 48° 3′ 10″ N, 8° 59′ 45″ O    |                           | Geologische Einheit: Massenkalk-Formation Status: geschützt (Naturdenkmal Rotebrunnen-Höhle)                                                  |
| 4409                 | Hexenturm W von Burg Wildenstein                                                             | Felsformation            | Leibertingen                                   | 48° 3′ 14″ N, 8° 59′ 55″ O    |                           | Geologische Einheit: Massenkalk-Formation Status: geschützt (Naturdenkmal Felsengruppe „Hexenturm“)                                           |
| 4410                 | Römerhöhle und andere Höhlen im Bereich von Burg Wildenstein                                 | Höhle                    | Leibertingen                                   | 48° 3′ 25″ N, 9° 0′ 2″ O      |                           | Geologische Einheit: Untere Felsenkalk-Formation Status: geschützt (Naturdenkmal Römerhöhle Unterwildenstein)                                 |
| 4411                 | Makkaronihöhle im W Bereich des Bischofsfelsens ca. 700 m SSE von Langenbrunn                | Höhle                    | Leibertingen                                   | 48° 4′ 3″ N, 9° 1′ 11″ O      |                           | Geologische Einheit: Untere Felsenkalk-Formation Status: geschützt (Naturdenkmal Makkaronihöhle)                                              |
| 4412                 | Bandfelsen N der Burg Wildenstein im Donautal                                                | Felsformation            | Leibertingen                                   | 48° 3′ 34″ N, 8° 59′ 59″ O    |                           | Geologische Einheit: Untere Felsenkalk-Formation                                                                                              |
| 4413                 | Erratischer Block S der Straße Blochingen-Beuren 500 m oberh. der St. Verena-Kapelle         | Findling                 | Mengen Gemarkung Blochingen                    | 48° 4′ 25″ N, 9° 21′ 33″ O    |                           | Geologische Einheit: Massenkalk-Formation Status: geschützt (Naturdenkmal Findling zwischen Blochingen und Beuren)                            |
| 4414                 | Erratische Blöcke im Ortsbereich von Mengen beim Kreuz an der Straße Mengen-Ennetach         | Findlinge                | Mengen                                         | 48° 2′ 37″ N, 9° 19′ 32″ O    |                           | Geologische Einheit: ? Status: nicht mehr vorh. (Strassenbau)                                                                                 |
| 4415                 | Menninger Schachthöhle 1500 m NW von Menningen, 200 m WSW von P. 647,8                       | Höhle                    | Meßkirch Gemarkung Igelswies                   | 48° 1′ 20″ N, 9° 8′ 53″ O     |                           | Geologische Einheit: Untere Felsenkalk-Formation Status: geschützt (Naturdenkmal Menninger Schacht)                                           |
| 4416                 | Höhle Kriesenlochschacht an der Abzw. ins Kriesental von der Straße Gutenstein-Langenhart    | Höhle                    | Meßkirch Gemarkung Langenhart                  | 48° 3′ 38″ N, 9° 6′ 46″ O     |                           | Geologische Einheit: Massenkalk-Formation Status: geschützt (Naturdenkmal Krieseloch)                                                         |
| 4417                 | Erratischer Block im Ortsbereich von Rohrdorf                                                | Findling                 | Meßkirch Gemarkung Rohrdorf                    | 48° 1′ 8″ N, 9° 5′ 54″ O      |                           | Geologische Einheit: ? Status: geschützt (Naturdenkmal Findling auf dem Feldherrenhügel)                                                      |
| 4418                 | Uhufelsen oberhalb des Trockentals (Teufelstal) 2500 m ENE von Freudenweiler                 | Felsformation            | Neufra                                         | 48° 15′ 6″ N, 9° 7′ 55″ O     |                           | Geologische Einheit: Massenkalk-Formation Status: geschützt (Naturdenkmal Uhufelsen)                                                          |
| 4419                 | Torfelsen mit Höhlen im Wald zu Beginn des Teufelstals 2500 m E von Freudenweiler            | Felsformation            | Neufra                                         | 48° 14′ 48″ N, 9° 9′ 9″ O     |                           | Geologische Einheit: Massenkalk-Formation Status: geschützt (Naturdenkmal Torfelsen)                                                          |
| 4420                 | Felsgruppe Hänsel- und Gretelfelsen im oberen Teufelstal 1600 m NNO von Friedenweiler        | Felsformation            | Neufra                                         | 48° 14′ 26″ N, 9° 9′ 19″ O    |                           | Geologische Einheit: Massenkalk-Formation Status: geschützt (Naturdenkmal Hänsel- und Gretelfelsen)                                           |
| 4421                 | Findling im Ortsbereich von Habsthal                                                         | Findling                 | Ostrach Gemarkung Habsthal                     | 47° 59′ 32″ N, 9° 19′ 25″ O   |                           | Geologische Einheit: ? Status: geschützt (Naturdenkmal Findling in Habsthal)                                                                  |
| 4422                 | Egelsee bei Großstadelhofen                                                                  | Landschaftselement       | Pfullendorf Gemarkung Großstadelhofen          | 47° 53′ 20″ N, 9° 16′ 21″ O   |                           | Geologische Einheit: Pleistozäner Schotter Status: mit geschützt (NSG Egelsee-Ried)                                                           |
| 4423                 | Erratischer Block auf einer Rasenfläche beim südl. Gebäude der Aufbauschule Saulgau          | Findling                 | Bad Saulgau                                    | 48° 1′ 6″ N, 9° 30′ 17″ O     |                           | Geologische Einheit: ? |
| 4424                 | Aufg. Kiesgrube E der Straße Scheer-Hitzkofen 400 m N der Lorettokapelle                     | Aufschluss               | Scheer                                         | 48° 4′ 52″ N, 9° 17′ 39″ O    |                           | Geologische Einheit: Pleistozäner Schotter |
| 4425                 | Erratischer Block bei P. 655,2 vor dem Waldrand 1000 m NNE von Schloss Scheer                | Findling                 | Scheer                                         | 48° 4′ 54″ N, 9° 17′ 59″ O    |                           | Geologische Einheit: ? Status: geschützt (Naturdenkmal Erratischer Block im Schochen)                                                         |
| 4426                 | Ruine Bartenstein-Felsen und Höhlen am E-Ufer der Donau oberh. der Straßenbrücke in Scheer   | Felsformation            | Scheer                                         | 48° 4′ 34″ N, 9° 17′ 40″ O    |                           | Geologische Einheit: Massenkalk-Formation Status: geschützt (Naturdenkmal Felsen und Höhlen an der Ruine Bartenstein)                         |
| 4427                 | Bettlerküche an der alten Straße Schwenningen-Irndorf                                        | Höhle                    | Schwenningen                                   | 48° 5′ 34″ N, 8° 58′ 34″ O    |                           | Geologische Einheit: Massenkalk-Formation Status: geschützt (Naturdenkmal Bettlerküche)                                                       |
| 4428                 | Doline und Höhle Eulengrube ca. 40 m W der Straße Unterschmeien-Nusplingen bei P. 748,2      | Doline Höhle             | Sigmaringen Gemarkung Gutenstein               | 48° 5′ 57″ N, 9° 7′ 27″ O     |                           | Geologische Einheit: Liegende Bankkalk-Formation Status: geschützt (Naturdenkmal Eulengrube)                                                  |
| 4429                 | Teufelslochfelsen mit Höhlen 1500 m NE von Gutenstein                                        | Felsformation            | Sigmaringen Gemarkung Gutenstein               | 48° 5′ 1″ N, 9° 7′ 45″ O      |                           | Geologische Einheit: Untere Felsenkalk-Formation Obere Felsenkalk-Formation Liegende Bankkalk-Formation Status: geschützt Geotop-ID ND8437005 |
| 4430                 | Beckenlochschlucht im Wald 1300 m SW von Gutenstein                                          | Felsformation            | Sigmaringen Gemarkung Gutenstein               | 48° 4′ 15″ N, 9° 6′ 5″ O      |                           | Geologische Einheit: Massenkalk-Formation Status: geschützt (Naturdenkmal Beckenloch)                                                         |
| 4431                 | Felsgruppe Altes Schloss am ehem. Prallhang der Lauchert (Ziegelwiesen) 2900 m S von Jungnau | Felsformation            | Sigmaringen Gemarkung Jungnau                  | 48° 6′ 52″ N, 9° 13′ 2″ O     |                           | Geologische Einheit: Massenkalk-Formation Status: geschützt (Naturdenkmal Altes Schloss auf dem Hertenstein)                                  |
| 4432                 | Guipsteinhöhle ca. 2000 m ENE von Oberschmeien                                               | Höhle                    | Sigmaringen Gemarkung Oberschmeien             | 48° 6′ 56″ N, 9° 9′ 32″ O     |                           | Geologische Einheit: Massenkalk-Formation Status: geschützt (Naturdenkmal Guipsteinhöhle)                                                     |
| 4433                 | Felsgruppe Nägelesfelsen am ehem. Prallhang der Lauchert 800 m NW vom Bhf. Hanfertal         | Felsformation            | Sigmaringen                                    | 48° 6′ 18″ N, 9° 13′ 39″ O    |                           | Geologische Einheit: Massenkalk-Formation Status: geschützt (Naturdenkmal Nägelesfelsen)                                                      |
| 4434                 | Ritterhöhle an einem Forstweg zum Schmeietal ca. 650 m ENE von Frohnstetten                  | Höhle                    | Stetten am kalten Markt Gemarkung Frohnstetten | 48° 8′ 48″ N, 9° 6′ 6″ O      |                           | Geologische Einheit: Massenkalk-Formation Status: geschützt (Naturdenkmal Ritterhöhle)                                                        |
| 4435                 | Höhle bei den Steighöfen                                                                     | Höhle                    | Stetten am kalten Markt Gemarkung Glashütte    | 48° 6′ 3″ N, 9° 3′ 2″ O       |                           | Geologische Einheit: Massenkalk-Formation Status: geschützt (Naturdenkmal Höhle bei den Steighöfen)                                           |
| 4436                 | Klarahöhle im Kohltal ca. 1500 m WNW von Thiergarten                                         | Höhle                    | Stetten am kalten Markt                        | 48° 5′ 38″ N, 9° 4′ 47″ O     |                           | Geologische Einheit: Untere Felsenkalk-Formation (Naturdenkmal Klarahöhle (hohler Felsen))                                                    |
| 4437                 | Gallusquelle in Hermentingen                                                                 | Quelle                   | Veringenstadt Gemarkung Hermentingen           | 48° 11′ 59″ N, 9° 12′ 54″ O   |                           | Geologische Einheit: Massenkalk-Formation Status: geschützt (Naturdenkmal Gallusquelle)                                                       |
| 4438                 | Kalktuffterrassen mit Wasserfall im Talgrund der Lauchert E vom Bhf. Veringendorf            | Wasserfall               | Veringenstadt Gemarkung Veringendorf           | 48° 9′ 30″ N, 9° 12′ 3″ O     |                           | Geologische Einheit: Untere Felsenkalk-Formation Status: geschützt (Naturdenkmal Wasserfall)                                                  |
| 4439                 | Anna-Kapellen-Höhle an der nördl. Zufahrt zur Ruine in Veringenstadt                         | Höhle                    | Veringenstadt                                  | 48° 10′ 49″ N, 9° 12′ 32″ O   |                           | Geologische Einheit: Massenkalk-Formation Status: geschützt (Naturdenkmal Annakapellen Höhle)                                                 |
| 4440                 | Göpfelsteinhöhle rechts der Lauchert am südl. Stadtausgang von Veringenstadt                 | Höhle                    | Veringenstadt                                  | 48° 10′ 48″ N, 9° 12′ 35″ O   |                           | Geologische Einheit: Massenkalk-Formation Status: geschützt (Naturdenkmal Göpfelsteinhöhle)                                                   |
| 4441                 | Nikolaushöhle 350 m S der Ruine Veringenstadt etwa 40 m über dem Laucherttal                 | Höhle                    | Veringenstadt                                  | 48° 10′ 36″ N, 9° 12′ 43″ O   |                           | Geologische Einheit: ? Status: geschützt (Naturdenkmal Nikolaushöhle)                                                                         |
| 4442                 | Fachfelsen, Birkenaufelsen                                                                   | Felsformation            | Beuron                                         | 48° 4′ 2″ N, 9° 0′ 25″ O      |                           | Geologische Einheit: ? Status: geschützt |
| 4443                 | Lenzenfelsen                                                                                 | Felsformation            | Beuron Gemarkung Thiergarten                   | 48° 5′ 3″ N, 9° 3′ 48″ O      |                           | Geologische Einheit: ? Status: geschützt |
| 4444                 | Umgebung Ruine Falkenstein                                                                   | Felsformation            | Beuron Gemarkung Thiergarten                   | 48° 5′ 1″ N, 9° 4′ 56″ O      |                           | Geologische Einheit: ? Status: geschützt (Naturdenkmal Umgebung Ruine Falkenstein)                                                            |
| 4445                 | Umgebung der einstigen Burg Lengenfels                                                       | Felsformation            | Beuron Gemarkung Hausen                        | 48° 3′ 41″ N, 8° 55′ 54″ O    |                           | Geologische Einheit: ? Status: geschützt |
| 4446                 | Thiergarter Höhle                                                                            | Höhle                    | Beuron Gemarkung Thiergarten                   | 48° 5′ 18″ N, 9° 6′ 4″ O      |                           | Geologische Einheit: ? Status: geschützt (Naturdenkmal Thiergarter Höhle)                                                                     |
| 4447                 | Probsthöhle                                                                                  | Höhle                    | Beuron                                         | 48° 2′ 4″ N, 8° 57′ 23″ O     |                           | Geologische Einheit: ? Status: geschützt (Naturdenkmal Probsthöhle)                                                                           |
| 4448                 | Toteislöcher Lochäcker                                                                       | Toteisloch               | Bad Saulgau Gemarkung Renhardsweiler           | 47° 59′ 53″ N, 9° 34′ 47″ O   |                           | Geologische Einheit: ? Status: geschützt (Naturdenkmal Toteislöcher Lochäcker (Renhardsweiler))                                               |
| 4449                 | Kälberwieshöhle                                                                              | Höhle                    | Inzigkofen                                     | 48° 4′ 43″ N, 9° 10′ 3″ O     |                           | Geologische Einheit: ? Status: geschützt (Naturdenkmal Kälberwieshöhle)                                                                       |
| 4450                 | Schachthöhle am Teufelsdaumen                                                                | Höhle                    | Leibertingen                                   | 48° 3′ 9″ N, 8° 59′ 49″ O     |                           | Geologische Einheit: ? Status: geschützt (Naturdenkmal Schachthöhle am Teufelsdaumen)                                                         |
| 4451                 | Gutensteiner Tropfsteinhöhle                                                                 | Höhle                    | Sigmaringen Gemarkung Gutenstein               | Koordinaten fehlen! Hilf mit. |                           | Geologische Einheit: ? Status: geschützt |
| 4452                 | Felixfelsen                                                                                  | Aufschluss               | Veringenstadt Gemarkung Veringendorf           | 48° 10′ 29″ N, 9° 11′ 6″ O    |                           | Geologische Einheit: ? Status: geschützt (Naturdenkmal Felixfelsen)                                                                           |
| 4453                 | Straßenböschung an der 1. Kehre der Straße Beuron-Bärental                                   | Aufschluss               | Beuron                                         | 48° 3′ 9″ N, 8° 57′ 49″ O     |                           | Geologische Einheit: Wohlgeschichtete Kalk-Formation                                                                                          |
| 4454                 | Aufg. Sandgrube Kohlplatte                                                                   | Aufschluss               | Beuron                                         | 48° 2′ 49″ N, 8° 57′ 29″ O    |                           | Geologische Einheit: Obere Süsswassermolasse                                                                                                  |
| 4455                 | Scheidemannhöhle am Ochsenbühl ca. 500 m NW von Beuron                                       | Höhle                    | Beuron                                         | 48° 3′ 18″ N, 8° 57′ 36″ O    |                           | Geologische Einheit: Untere Felsenkalk-Formation                                                                                              |
| 4456                 | Biselliquellen bei Maria Trost ca. 400 m N vom Kloster Beuron                                | Quelle                   | Beuron                                         | 48° 3′ 21″ N, 8° 58′ 3″ O     |                           | Geologische Einheit: Wohlgeschichtete Kalk-Formation                                                                                          |
| 4457                 | Hornfelsen im Donautal ca. 1500 m SE von Irndorf, W des Hornfels-Tunnels                     | Aufschluss               | Beuron                                         | 48° 3′ 27″ N, 8° 59′ 1″ O     |                           | Geologische Einheit: Impressamergel-Formation Wohlgeschichtete Kalk-Formation                                                                 |
| 4458                 | Benediktushöhle ca. 1500 m ENE von Beuron                                                    | Höhle                    | Beuron                                         | 48° 3′ 19″ N, 8° 59′ 24″ O    |                           | Geologische Einheit: Untere Felsenkalk-Formation                                                                                              |
| 4459                 | Offenes Loch nahe dem Petersfelsen ca. 900 m SE von Beuron                                   | Höhle                    | Beuron                                         | 48° 2′ 44″ N, 8° 58′ 35″ O    |                           | Geologische Einheit: Untere Felsenkalk-Formation                                                                                              |
| 4460                 | Probstfelsen ca. 2000 m SSW von Beuron                                                       | Felsformation            | Beuron                                         | 48° 2′ 7″ N, 8° 57′ 26″ O     |                           | Geologische Einheit: ? |
| 4461                 | Uferböschung E flussabwärts der Wegbrücke über die Donau ca. 300 m W von Langenbrunn         | Aufschluss               | Beuron Gemarkung Hausen                        | 48° 4′ 18″ N, 9° 0′ 43″ O     |                           | Geologische Einheit: Wohlgeschichtete Kalk-Formation                                                                                          |
| 4462                 | Straßenböschung 600 m W von Hausen zwischen Bhf. und Donaubrücke                             | Aufschluss               | Beuron Gemarkung Hausen                        | 48° 4′ 54″ N, 9° 1′ 51″ O     |                           | Geologische Einheit: Lacunosamergel-Formation                                                                                                 |
| 4463                 | Straßenböschung am W Ortsende von Hausen im Tal                                              | Aufschluss               | Beuron Gemarkung Hausen                        | 48° 4′ 55″ N, 9° 1′ 57″ O     |                           | Geologische Einheit: Lacunosamergel-Formation                                                                                                 |
| 4464                 | Felsgalerie Bischofsfelsen auf der rechten Donauseite ca. 900 m ESE von Schloss Werenwag     | Felsformation            | Beuron Gemarkung Hausen                        | 48° 4′ 20″ N, 9° 1′ 35″ O     |                           | Geologische Einheit: Untere Felsenkalk-Formation                                                                                              |
| 4465                 | Kreenheinstetter Höhle im oberen Bohnental ca. 1400 m SSW von Hausen im Tal                  | Höhle                    | Beuron Gemarkung Hausen                        | 48° 4′ 21″ N, 9° 1′ 55″ O     |                           | Geologische Einheit: Untere Felsenkalk-Formation                                                                                              |
| 4466                 | Felsentor (Steintor) ca. 1600 m NW von Kreenheinstetten                                      | Felsformation            | Beuron Gemarkung Hausen                        | 48° 4′ 0″ N, 9° 2′ 7″ O       |                           | Geologische Einheit: Massenkalk-Formation |
| 4467                 | Korneliusfels N oberh. von Hausen im Tal                                                     | Felsformation            | Beuron Gemarkung Hausen                        | 48° 5′ 25″ N, 9° 2′ 16″ O     |                           | Geologische Einheit: Untere Felsenkalk-Formation                                                                                              |
| 4468                 | Talmühlequelle, Beuron-Unterneidingen                                                        | Quelle                   | Beuron Gemarkung Hausen                        | 48° 5′ 44″ N, 9° 3′ 57″ O     |                           | Geologische Einheit: Lacunosamergel-Formation Obere Felsenkalk-Formation                                                                      |
| 4469                 | Falkensteinhöhle ca. 2000 m WSW von Thiergarten                                              | Höhle                    | Beuron Gemarkung Hausen                        | 48° 5′ 13″ N, 9° 4′ 29″ O     |                           | Geologische Einheit: Untere Felsenkalk-Formation                                                                                              |
| 4470                 | Steinbruch im Gewann Buttenloch SW von Thiergarten                                           | Aufschluss               | Beuron Gemarkung Hausen                        | 48° 5′ 10″ N, 9° 5′ 33″ O     |                           | Geologische Einheit: Untere Felsenkalk-Formation                                                                                              |
| 4471                 | Aufg. Steinbrüche 400 m NE von Thiergarten am Waldweg zum Ochsenberg                         | Aufschluss               | Beuron Gemarkung Hausen                        | 48° 5′ 35″ N, 9° 5′ 55″ O     |                           | Geologische Einheit: Liegende Bankkalk-Formation                                                                                              |
| 4472                 | Jörgenbrunnenquelle in der Donauschleife ca. 800 m NE von Thiergarten                        | Quelle                   | Beuron Gemarkung Hausen                        | 48° 5′ 40″ N, 9° 6′ 19″ O     |                           | Geologische Einheit: Untere Felsenkalk-Formation                                                                                              |
| 4473                 | Bröller bei Hausen im Tal                                                                    | Quelle                   | Beuron Gemarkung Hausen                        | 48° 5′ 18″ N, 9° 2′ 34″ O     |                           | Geologische Einheit: Oberjura-Geröll |
| 4474                 | Höhlen hangaufwärts hinter dem 1. Haus an der Donautalstraße WSW von Neidingen               | Höhlen                   | Beuron Gemarkung Hausen                        | 48° 5′ 36″ N, 9° 3′ 9″ O      |                           | Geologische Einheit: Untere Felsenkalk-Formation                                                                                              |
| 4475                 | Halde unmittelbar W der Talstraße zw. Rabenfelsen und Tunnel, ca. 750 m E von Thiergarten    | Landschaftselement       | Beuron Gemarkung Hausen                        | 48° 5′ 30″ N, 9° 6′ 31″ O     |                           | Geologische Einheit: Pleistozäner Verwitterungsschutt                                                                                         |
| 4476                 | Wegböschung Birkenau                                                                         | Aufschluss               | Beuron Gemarkung Hausen                        | 48° 4′ 32″ N, 9° 1′ 36″ O     |                           | Geologische Einheit: Wohlgeschichtete Kalk-Formation                                                                                          |
| 4477                 | Straßenböschung Oberhausen                                                                   | Aufschluss               | Beuron Gemarkung Hausen                        | 48° 3′ 41″ N, 8° 59′ 25″ O    |                           | Geologische Einheit: Lacunosamergel-Formation                                                                                                 |
| 4478                 | Gewöllehöhle ca. 1000 m W der Neumühle                                                       | Höhle                    | Beuron Gemarkung Hausen                        | 48° 4′ 55″ N, 9° 4′ 5″ O      |                           | Geologische Einheit: Massenkalk-Formation |
| 4479                 | Bretterhöhle ca. 600 m W der Neumühle und 2200 m WSW von Thiergarten                         | Höhle                    | Beuron Gemarkung Hausen                        | 48° 4′ 59″ N, 9° 4′ 15″ O     |                           | Geologische Einheit: Massenkalk-Formation |
| 4480                 | Rainbrunnen ca. 1500 m SW von Thiergarten                                                    | Quelle                   | Beuron Gemarkung Hausen                        | 48° 4′ 43″ N, 9° 5′ 1″ O      |                           | Geologische Einheit: Untere Felsenkalk-Formation                                                                                              |
| 4481                 | Bahneinschnitt beim Bhf. 800 m SW von Thiergarten                                            | Aufschluss               | Beuron Gemarkung Hausen                        | 48° 5′ 8″ N, 9° 5′ 43″ O      |                           | Geologische Einheit: Untere Felsenkalk-Formation                                                                                              |
| 4482                 | Dolinen im Gewann Weithart E der Kaserne in Sigmaringen                                      | Dolinen                  | Bingen                                         | 48° 5′ 48″ N, 9° 15′ 45″ O    |                           | Geologische Einheit: Hangende Bankkalk-Formation                                                                                              |
| 4483                 | Dolinen im Gewann Weithart E der Kaserne in Sigmaringen                                      | Dolinen                  | Bingen                                         | 48° 5′ 39″ N, 9° 15′ 48″ O    |                           | Geologische Einheit: Hangende Bankkalk-Formation                                                                                              |
| 4484                 | Dolinen im Gewann Weithart E der Kaserne in Sigmaringen                                      | Dolinen                  | Bingen                                         | 48° 5′ 31″ N, 9° 16′ 2″ O     |                           | Geologische Einheit: Hangende Bankkalk-Formation                                                                                              |
| 4485                 | Hungerbrunnen im Luibental NW vom Hüttenwerk Laucherttal                                     | Quelle                   | Bingen                                         | 48° 5′ 28″ N, 9° 16′ 20″ O    |                           | Geologische Einheit: ? |
| 4486                 | Höhlenruine Frauenstock                                                                      | Höhle                    | Bingen                                         | 48° 6′ 10″ N, 9° 14′ 55″ O    |                           | Geologische Einheit: Massenkalk-Formation |
| 4487                 | Bohnerzgrube im Gewann Rübteil ca. 2300 m N von Hitzkofen                                    | Aufschluss               | Bingen Gemarkung Hitzkofen                     | 48° 6′ 54″ N, 9° 19′ 13″ O    |                           | Geologische Einheit: Bohnerz |
| 4488                 | Durchbruchstal des Bittelschießer Täle ca. 1200–1600 m WSW von Bingen                        | Landschaftselement       | Bingen Gemarkung Hornstein                     | 48° 6′ 25″ N, 9° 15′ 29″ O    |                           | Geologische Einheit: Massenkalk-Formation |
| 4489                 | Bittelschießer Höhle im Bittelschießer Täle ca. 1000 m W von Bingen                          | Höhle                    | Bingen Gemarkung Hornstein                     | 48° 6′ 25″ N, 9° 15′ 24″ O    |                           | Geologische Einheit: Massenkalk-Formation |
| 4490                 | Doline ca. 500 m E von Feldhausen                                                            | Doline                   | Gammertingen Gemarkung Feldhausen              | 48° 15′ 24″ N, 9° 18′ 17″ O   |                           | Geologische Einheit: Massenkalk-Formation |
| 4491                 | Doline ca. 1900 m N von Kettenacker                                                          | Doline                   | Gammertingen Gemarkung Feldhausen              | 48° 15′ 30″ N, 9° 18′ 31″ O   |                           | Geologische Einheit: Massenkalk-Formation Doline angefüllt                                                                                    |
| 4492                 | Bahneinschnitt am nördl. Ortseingang von Gammertingen östlich der B 313                      | Aufschluss               | Gammertingen                                   | 48° 15′ 6″ N, 9° 12′ 50″ O    |                           | Geologische Einheit: Obere Felsenkalk-Formation                                                                                               |
| 4493                 | Straßenböschung 1000 m SSE von Gammertingen an der Straße nach Ittenhausen                   | Aufschluss               | Gammertingen                                   | 48° 14′ 34″ N, 9° 13′ 40″ O   |                           | Geologische Einheit: Untere Felsenkalk-Formation                                                                                              |
| 4494                 | Bohnerzgrubenfeld im Gewann Scheckenried ca. 1600 m WNW von Wilsingen                        | Aufschluss               | Gammertingen Gemarkung Harthausen              | 48° 16′ 59″ N, 9° 17′ 28″ O   |                           | Geologische Einheit: Massenkalk-Formation |
| 4495                 | Bohnerzgruben Eselsberg                                                                      | Aufschluss               | Gammertingen Gemarkung Harthausen              | 48° 16′ 45″ N, 9° 16′ 38″ O   |                           | Geologische Einheit: Massenkalk-Formation |
| 4496                 | Hülbe Greut                                                                                  | Landschaftselement       | Gammertingen Gemarkung Kettenacker             | 48° 13′ 35″ N, 9° 19′ 27″ O   |                           | Geologische Einheit: Massenkalk-Formation |
| 4497                 | Hülbe Lusthof                                                                                | Landschaftselement       | Gammertingen Gemarkung Kettenacker             | 48° 13′ 34″ N, 9° 18′ 14″ O   |                           | Geologische Einheit: Massenkalk-Formation |
| 4499                 | Straßeneinschnitt 1500 m N von Hettingen                                                     | Aufschluss               | Hettingen                                      | 48° 13′ 44″ N, 9° 13′ 30″ O   |                           | Geologische Einheit: Schwammkalke Bankkalke                                                                                                   |
| 4500                 | Lehmgrube Galthaus                                                                           | Aufschluss               | Hettingen                                      | 48° 12′ 51″ N, 9° 15′ 44″ O   |                           | Geologische Einheit: Massenkalk-Formation |
| 4501                 | Fischweiherquelle im Mündungsbereich der Fehla in die Lauchert S von Hettingen               | Quelle                   | Hettingen                                      | 48° 12′ 36″ N, 9° 13′ 15″ O   |                           | Geologische Einheit: Grenzbereich / Untere Felsenkalk-Formation Obere Felsenkalk-Formation                                                    |
| 4502                 | Hirschhülbe                                                                                  | Landschaftselement       | Hettingen Gemarkung Inneringen                 | 48° 12′ 1″ N, 9° 18′ 49″ O    |                           | Geologische Einheit: Liegende Bankkalk-Formation                                                                                              |
| 4503                 | Aufg. Kiesgrube ca. 1000 m ENE von Völlkofen                                                 | Aufschluss               | Hohentengen Gemarkung Günzkofen                | 48° 0′ 45″ N, 9° 23′ 57″ O    |                           | Geologische Einheit: Pleistozäner Schotter |
| 4504                 | Aufg. Kiesgrube unmittelbar E der L 313 Engelswies-Vilsingen ca. 800 m NNE von Engelswies    | Aufschluss               | Inzigkofen Gemarkung Engelswies                | 48° 2′ 56″ N, 9° 8′ 25″ O     |                           | Geologische Einheit: Pleistozäner Schotter |
| 4505                 | Felsdach Inzigkofen am Rand des Donautals gegenüber dem Bhf. Inzigkofen                      | Felsformation            | Inzigkofen                                     | 48° 4′ 42″ N, 9° 10′ 3″ O     |                           | Geologische Einheit: Massenkalk-Formation |
| 4506                 | Inzigkofer Grotten im Donau-Steilufer N von Inzigkofen                                       | Höhlen                   | Inzigkofen                                     | 48° 4′ 37″ N, 9° 10′ 34″ O    |                           | Geologische Einheit: Massenkalk-Formation |
| 4507                 | Aufg. Kiesgrube S der L 313 bei Inzigkofen                                                   | Aufschluss               | Inzigkofen                                     | 48° 3′ 56″ N, 9° 11′ 6″ O     |                           | Geologische Einheit: Pleistozäner Schotter |
| 4508                 | Högnerhöhle in Inzigkofen                                                                    | Höhle                    | Inzigkofen                                     | 48° 4′ 45″ N, 9° 9′ 55″ O     |                           | Geologische Einheit: Massenkalk-Formation |
| 4509                 | Amalienfelsen mit Höhlen ca. 1200 m W von Laiz                                               | Felsformation            | Inzigkofen                                     | 48° 4′ 37″ N, 9° 10′ 46″ O    |                           | Geologische Einheit: Massenkalk-Formation |
| 4510                 | Gespaltener Fels an der Donautalstraße 300 m W der alten Talschlingen bei Laiz               | Felsformation            | Inzigkofen                                     | 48° 4′ 49″ N, 9° 10′ 29″ O    |                           | Geologische Einheit: Massenkalk-Formation Status: geschützt (Naturdenkmal Gespaltener Fels)                                                   |
| 4511                 | Bahneinschnitt und Böschung 900 m E von Dietfurt bei der Einmündung ins Schmeietal           | Aufschluss               | Inzigkofen Gemarkung Vilsingen                 | 48° 4′ 49″ N, 9° 9′ 13″ O     |                           | Geologische Einheit: Liegende Bankkalk-Formation                                                                                              |
| 4512                 | Sonderhartbühl ca. 1000 m SE von Vilsingen                                                   | Landschaftselement       | Inzigkofen Gemarkung Vilsingen                 | 48° 3′ 8″ N, 9° 9′ 8″ O       |                           | Geologische Einheit: Pleistozäner Endmoränenhügel                                                                                             |
| 4513                 | Doline Kohlhau                                                                               | Doline                   | Inzigkofen Gemarkung Vilsingen                 | 48° 2′ 23″ N, 9° 9′ 40″ O     |                           | Geologische Einheit: Hangende Bankkalk-Formation                                                                                              |
| 4514                 | Böschung Sportplatz Vilsingen                                                                | Aufschluss               | Inzigkofen Gemarkung Vilsingen                 | 48° 3′ 34″ N, 9° 8′ 26″ O     |                           | Geologische Einheit: Pleistozäner Schotter |
| 4515                 | Kiesgrube bei Bittelschieß                                                                   | Aufschluss               | Krauchenwies Gemarkung Bittelschieß            | 48° 0′ 3″ N, 9° 13′ 51″ O     |                           | Geologische Einheit: Pleistozäner Schotter |
| 4516                 | Aufg. Kiesgrube W oberhalb von Göggingen                                                     | Aufschluss               | Krauchenwies Gemarkung Göggingen               | 48° 0′ 22″ N, 9° 12′ 6″ O     |                           | Geologische Einheit: Pleistozäner Schotter |
| 4517                 | Doline N der L 311 SW von Altheim                                                            | Doline                   | Leibertingen Gemarkung Altheim                 | 47° 59′ 25″ N, 9° 1′ 34″ O    |                           | Geologische Einheit: Massenkalk-Formation |
| 4518                 | Hohler Stein ca. 2400 m N von Thalheim                                                       | Höhle                    | Leibertingen Gemarkung Thalheim                | 48° 1′ 41″ N, 9° 2′ 32″ O     |                           | Geologische Einheit: Massenkalk-Formation |
| 4519                 | Doline Hennenbühl                                                                            | Doline                   | Leibertingen Gemarkung Thalheim                | 48° 1′ 24″ N, 9° 2′ 12″ O     |                           | Geologische Einheit: Massenkalk-Formation |
| 4520                 | Ziegeleigrube SE von Mengen                                                                  | Aufschluss               | Mengen                                         | 48° 2′ 21″ N, 9° 19′ 22″ O    |                           | Geologische Einheit: Obere Süsswassermolasse                                                                                                  |
| 4521                 | Doline im Waldgebiet Birkstock 200 m W der Straße Rohrdorf-Heudorf                           | Doline                   | Meßkirch Gemarkung Heudorf                     | 48° 0′ 31″ N, 9° 4′ 41″ O     |                           | Geologische Einheit: Hangende Bankkalk-Formation                                                                                              |
| 4522                 | Doline W des Forstwegs Igelswies-Engelswies 800 m N von Igelswies                            | Doline                   | Meßkirch Gemarkung Igelswies                   | 48° 0′ 47″ N, 9° 8′ 9″ O      |                           | Geologische Einheit: Hangende Bankkalk-Formation                                                                                              |
| 4523                 | Dolinenfeld Banholz                                                                          | Doline                   | Meßkirch Gemarkung Igelswies                   | 48° 1′ 7″ N, 9° 8′ 19″ O      |                           | Geologische Einheit: Hangende Bankkalk-Formation                                                                                              |
| 4524                 | Felsentäle 1400 m NW bis 2500 m NNW von Menningen                                            | Landschaftselement       | Meßkirch Gemarkung Igelswies                   | 48° 1′ 10″ N, 9° 8′ 25″ O     |                           | Geologische Einheit: Liegende Bankkalk-Formation Status: geschützt (Naturdenkmal Felsentäle)                                                  |
| 4525                 | Bohnerzgrube Salzschlecke                                                                    | Aufschluss               | Meßkirch Gemarkung Langenhart                  | 48° 2′ 42″ N, 9° 6′ 39″ O     |                           | Geologische Einheit: Hangende Bankkalk-Formation                                                                                              |
| 4526                 | Doline im Gewann Sautal N der L 311 NNW von Schloß Meßkirch                                  | Doline                   | Meßkirch                                       | 47° 59′ 53″ N, 9° 5′ 18″ O    |                           | Geologische Einheit: Hangende Bankkalk-Formation                                                                                              |
| 4527                 | Dolinenfeld Härdle                                                                           | Dolinen                  | Meßkirch                                       | 48° 0′ 18″ N, 9° 5′ 32″ O     |                           | Geologische Einheit: Hangende Bankkalk-Formation                                                                                              |
| 4528                 | Steinbruch und Straßenböschung 1200 m NW von Rohrdorf an der Straßen nach Kreenheinstetten   | Aufschluss               | Meßkirch Gemarkung Rohrdorf                    | 48° 1′ 32″ N, 9° 5′ 21″ O     |                           | Geologische Einheit: Hangende Bankkalk-Formation und Massenkalk-Formation                                                                     |
| 4529                 | Toteisloch am Waldrand ca. 350 m N km 12 der Eisenbahnstrecke Ostrach-Hoßkirch               | Toteisloch               | Ostrach Gemarkung Laubbach                     | 47° 56′ 58″ N, 9° 24′ 13″ O   |                           | Geologische Einheit: ? |
| 4530                 | Aufg. Kiesgrube N der Straße Mottschieß-Lausheim                                             | Aufschluss               | Ostrach Gemarkung Magenbuch                    | 47° 57′ 42″ N, 9° 18′ 0″ O    |                           | Geologische Einheit: Pleistozäner Schotter |
| 4531                 | Toteisloch im Wald ca. 1200 m NNW von Arnoldsberg                                            | Toteisloch               | Ostrach Gemarkung Magenbuch                    | 47° 56′ 58″ N, 9° 24′ 13″ O   |                           | Geologische Einheit: ? |
| 4532                 | Toteisloch im Laubwald 500 m NNE von Arnoldsberg                                             | Toteisloch               | Ostrach Gemarkung Magenbuch                    | 47° 57′ 0″ N, 9° 21′ 20″ O    |                           | Geologische Einheit: ? |
| 4533                 | Toteisloch im Laubwald ca. 450 m ENE von Arnoldsberg                                         | Toteisloch               | Ostrach Gemarkung Magenbuch                    | 47° 56′ 53″ N, 9° 21′ 25″ O   |                           | Geologische Einheit: ? |
| 4534                 | Kiesgrube bei Ostrach                                                                        | Aufschluss               | Ostrach                                        | 47° 57′ 42″ N, 9° 22′ 50″ O   |                           | Geologische Einheit: Pleistozäner Schotter |
| 4535                 | Toteisloch im Wald ca. 300 m NE von Arnoldsberg                                              | Toteisloch               | Ostrach Gemarkung Spöck                        | 47° 56′ 53″ N, 9° 21′ 16″ O   |                           | Geologische Einheit: ? |
| 4536                 | Aufg. Kiesgrube Falkenegert am Fahrweg Denkingen-Mettenbuch 200 m SSE vom P. 693,7           | Aufschluss               | Pfullendorf Gemarkung Denkingen                | 47° 54′ 25″ N, 9° 18′ 32″ O   |                           | Geologische Einheit: Pleistozäner Schotter |
| 4537                 | Aufg. Kiesgrube im Waldgebiet Falken an der StraßeDenkingen-Ostrach                          | Aufschluss               | Pfullendorf Gemarkung Denkingen                | 47° 53′ 53″ N, 9° 18′ 51″ O   |                           | Geologische Einheit: Pleistozäner Schotter |
| 4538                 | Aufg. Kiesgrube Mauchenwäldle NW von Sylvenstal                                              | Aufschluss               | Pfullendorf Gemarkung Großstadelhofen          | 47° 54′ 7″ N, 9° 16′ 54″ O    |                           | Geologische Einheit: Pleistozäner Schotter |
| 4539                 | Kiesgrube 300 m E der Straße Pfullendorf-Krauchenwies, SSE von Weihwang                      | Aufschluss               | Pfullendorf Gemarkung Otterswang               | 47° 58′ 26″ N, 9° 14′ 2″ O    |                           | Geologische Einheit: Pleistozäner Schotter |
| 4540                 | Aufg. Kiesgrube Birkholz N der Straße Pfullendorf-Mottschies                                 | Aufschluss               | Pfullendorf                                    | 47° 57′ 5″ N, 9° 16′ 32″ O    |                           | Geologische Einheit: Pleistozäner Schotter |
| 4541                 | Aufg. Steinbruch bei den Steinbruchhöfen zwischen Krumbach und Boll                          | Aufschluss               | Sauldorf Gemarkung Boll                        | 47° 57′ 15″ N, 9° 2′ 13″ O    |                           | Geologische Einheit: Hangende Bankkalk-Formation                                                                                              |
| 4542                 | Sandgrube Rutweide ENE von Boll                                                              | Aufschluss               | Sauldorf Gemarkung Boll                        | 47° 56′ 55″ N, 9° 2′ 19″ O    |                           | Geologische Einheit: Untere Süßwassermolasse                                                                                                  |
| 4543                 | Straßenböschung in Saulgau beiderseits der Straße am Stadtausgang in Richtung Fulgenstadt    | Aufschluss               | Bad Saulgau                                    | 48° 0′ 59″ N, 9° 29′ 33″ O    |                           | Geologische Einheit: Obere Süßwassermolasse                                                                                                   |
| 4544                 | Teufelslochfelsen und Höhlen am linken Ufer der Donau ca. 1000 m NE von Gutenstein           | Felsformation            | Sigmaringen Gemarkung Gutenstein               | 48° 5′ 0″ N, 9° 7′ 31″ O      |                           | Geologische Einheit: Massenkalk-Formation |
| 4545                 | Steinbruch Tiefes Tal 1000 m SE von Jungnau an der Bahnlinie nach Sigmaringen                | Aufschluss               | Sigmaringen Gemarkung Jungnau                  | 48° 8′ 1″ N, 9° 13′ 12″ O     |                           | Geologische Einheit: Obere Felsenkalk-Formation                                                                                               |
| 4546                 | Bohnerzgrube im Wolfstal 2600 m NW von Bingen                                                | Aufschluss               | Sigmaringen Gemarkung Jungnau                  | 48° 7′ 48″ N, 9° 15′ 9″ O     |                           | Geologische Einheit: Massenkalk-Formation |
| 4547                 | Aufschluss 150 m N vom Nollhof im Wald E der Straße                                          | Aufschluss               | Sigmaringen Gemarkung Jungnau                  | 48° 6′ 34″ N, 9° 12′ 32″ O    |                           | Geologische Einheit: Nollhof-Fazies |
| 4548                 | Felsen 2300 m S von Jungnau an der W-Seite der Straße nach Sigmaringen                       | Felsformation            | Sigmaringen Gemarkung Jungnau                  | 48° 7′ 12″ N, 9° 12′ 40″ O    |                           | Geologische Einheit: Massenkalk-Formation |
| 4549                 | Straßenböschung ca. 3000 m S von Jungnau bei Herstenstein                                    | Aufschluss               | Sigmaringen Gemarkung Jungnau                  | 48° 6′ 56″ N, 9° 12′ 39″ O    |                           | Geologische Einheit: Hangende Bankkalk-Formation                                                                                              |
| 4550                 | Felsgruppe Himbeertäle                                                                       | Felsformation            | Sigmaringen Gemarkung Jungnau                  | 48° 7′ 1″ N, 9° 13′ 7″ O      |                           | Geologische Einheit: Massenkalk-Formation Status: geschützt Geotop-ID ND8437060                                                               |
| 4551                 | Erratischer Block im Scheererhau beim Nonnenhof (P. 667) NW von Laiz                         | Findling                 | Sigmaringen Gemarkung Laiz                     | 48° 5′ 10″ N, 9° 10′ 45″ O    |                           | Geologische Einheit: Paragneis |
| 4552                 | Burgfelsen mit Ruine Gutenstein und Höhle ca. 600 m WNW vom Bhf. Inzigkofen                  | Felsformation            | Sigmaringen Gemarkung Laiz                     | 48° 4′ 45″ N, 9° 9′ 30″ O     |                           | Geologische Einheit: Untere Felsenkalk-Formation / Massenkalk-Formation                                                                       |
| 4553                 | Aufg. Steinbruch Borren N der Donautalstraße am westl. Ortsende von Laiz                     | Aufschluss               | Sigmaringen Gemarkung Laiz                     | 48° 4′ 46″ N, 9° 11′ 29″ O    |                           | Geologische Einheit: Massenkalk-Formation |
| 4554                 | Quelle des Gorheimer Bachs beim Kloster Gorheim zwischen Sigmaringen und Laiz                | Quelle                   | Sigmaringen Gemarkung Laiz                     | 48° 5′ 19″ N, 9° 11′ 55″ O    |                           | Geologische Einheit: Untere Felsenkalk-Formation Obere Felsenkalk-Formation                                                                   |
| 4555                 | Dolinenfeld Morgenweide                                                                      | Dolinen                  | Sigmaringen Gemarkung Laiz                     | 48° 3′ 51″ N, 9° 12′ 13″ O    |                           | Geologische Einheit: Hangende Bankkalk-Formation                                                                                              |
| 4556                 | Straßenböschung 300 m N von Unterschmeien                                                    | Aufschluss               | Sigmaringen Gemarkung Oberschmeien             | 48° 6′ 1″ N, 9° 8′ 53″ O      |                           | Geologische Einheit: Untere Felsenkalk-Formation                                                                                              |
| 4557                 | Straßenböschung E der vierspurigen B 32 ca. 800 m S vom Nollhof                              | Aufschluss               | Sigmaringen                                    | 48° 6′ 15″ N, 9° 12′ 18″ O    |                           | Geologische Einheit: Zementmergel-Formation                                                                                                   |
| 4558                 | Höhlenruine und Naturbrücke in der SW-Verlängerung des Bittelschießer Täle                   | Felsformation            | Sigmaringen                                    | 48° 6′ 1″ N, 9° 14′ 35″ O     |                           | Geologische Einheit: Massenkalk-Formation |
| 4559                 | Aufg. Sandgrube im Ziegelholz 280 m SSW von P. 625,8 und 2000 m N von Sigmaringendorf        | Aufschluss               | Sigmaringendorf                                | 48° 5′ 6″ N, 9° 15′ 51″ O     |                           | Geologische Einheit: Brackwassermolasse |
| 4560                 | Bohnerzgrubenfeld Schmelzenhau W und NW oberh. der Hütte Laucherttal N von Sigmaringendorf   | Aufschluss               | Sigmaringendorf                                | 48° 5′ 16″ N, 9° 16′ 15″ O    |                           | Geologische Einheit: Liegende Bankkalk-Formation                                                                                              |
| 4561                 | Aufg. Steinbruch am SE-Hang des Heubergs am Ortsausgang von Sigmaringendorf-Lautertal        | Aufschluss               | Sigmaringendorf                                | 48° 4′ 50″ N, 9° 16′ 22″ O    |                           | Geologische Einheit: Hangende Bankkalk-Formation                                                                                              |
| 4562                 | Bohnerzgruben und Dolinen auf der Hochfläche S der Hütte Laucherttal                         | Aufschluss Dolinen       | Sigmaringendorf                                | 48° 4′ 58″ N, 9° 16′ 46″ O    |                           | Geologische Einheit: Hangende Bankkalk-Formation                                                                                              |
| 4563                 | Aufg. Steinbruch Stützen ca. 400 m N der Straße Sigmaringendorf-Scheer am östl. Ortsausgang  | Aufschluss               | Sigmaringendorf                                | 48° 4′ 10″ N, 9° 16′ 12″ O    |                           | Geologische Einheit: Hangende Bankkalk-Formation                                                                                              |
| 4564                 | Kiesgrube Stützen am östl. Ortsausgang von Sigmaringendorf, 200 m NE von P. 577,8            | Aufschluss               | Sigmaringendorf                                | 48° 4′ 2″ N, 9° 16′ 20″ O     |                           | Geologische Einheit: Pleistozäner Schotter |
| 4565                 | Dolinenfeld Bitzenhau                                                                        | Aufschluss               | Sigmaringendorf                                | 48° 3′ 57″ N, 9° 14′ 8″ O     |                           | Geologische Einheit: Hangende Bankkalk-Formation                                                                                              |
| 4566                 | Höhnbergtunnelhöhle im Höhnbergtunnel S von Unterschmeien                                    | Höhle                    | Sigmaringen Gemarkung Unterschmeien            | 48° 5′ 4″ N, 9° 9′ 7″ O       |                           | Geologische Einheit: ? |
| 4567                 | Felsgruppe Häule E der Schmeie 400 m ESE von Unterschmeien                                   | Felsformation            | Sigmaringen Gemarkung Unterschmeien            | 48° 5′ 26″ N, 9° 9′ 15″ O     |                           | Geologische Einheit: Massenkalk-Formation |
| 4568                 | Zigeunerfels mit Höhle im Schmeietal SE von Unterschmeien                                    | Felsformation Höhle      | Sigmaringen Gemarkung Unterschmeien            | 48° 5′ 15″ N, 9° 9′ 34″ O     |                           | Geologische Einheit: Massenkalk-Formation |
| 4569                 | Bahnböschung bei Inzigkofen-Vilsingen                                                        | Felsformation Aufschluss | Sigmaringen Gemarkung Unterschmeien            | 48° 4′ 50″ N, 9° 9′ 13″ O     |                           | Geologische Einheit: Liegende Bankkalk-Formation Massenkalk-Formation                                                                         |
| 4570                 | Dorfhülbe Frohnstetten                                                                       | Landschaftselement       | Stetten am kalten Markt Gemarkung Frohnstetten | 48° 8′ 39″ N, 9° 6′ 0″ O      |                           | Geologische Einheit: Massenkalk-Formation |
| 4571                 | Felsentor am Schaufels ca. 2100 W von Thieringen                                             | Felsformation            | Stetten am kalten Markt                        | 48° 5′ 26″ N, 9° 4′ 10″ O     |                           | Geologische Einheit: Massenkalk-Formation |
| 4572                 | Stettener Berg (Umlaufberg)                                                                  | Landschaftselement       | Veringenstadt Gemarkung Veringendorf           | 48° 10′ 1″ N, 9° 12′ 1″ O     |                           | Geologische Einheit: Obere Felsenkalk-Formation                                                                                               |
| 4573                 | Büttnauquellen ca. 2000 m SE von Veringenstadt                                               | Quellen                  | Veringenstadt Gemarkung Veringendorf           | 48° 10′ 11″ N, 9° 11′ 37″ O   |                           | Geologische Einheit: ? |
| 4574                 | Straßenböschung an der Ortseinfahrt von Veringenstadt an der W-Seite des Rammelesbergs       | Aufschluss               | Veringenstadt                                  | 48° 10′ 57″ N, 9° 12′ 53″ O   |                           | Geologische Einheit: Massenkalk-Formation |
| 4575                 | Steinbruch Hasenried                                                                         | Aufschluss               | Veringenstadt                                  | 48° 11′ 14″ N, 9° 12′ 55″ O   |                           | Geologische Einheit: Untere Felsenkalk-Formation                                                                                              |
| 4576                 | Brunnenhaldenquelle wenig E von Veringenstadt                                                | Quelle                   | Veringenstadt                                  | 48° 11′ 6″ N, 9° 13′ 23″ O    |                           | Geologische Einheit: Untere Felsenkalk-Formation                                                                                              |
| 4577                 | Schafstall südlich oberh. von Veringenstadt                                                  | Felsformation            | Veringenstadt                                  | 48° 10′ 39″ N, 9° 12′ 38″ O   |                           | Geologische Einheit: Obere Felsenkalk-Formation                                                                                               |
| 4578                 | Steinbruch ca. 700 m E von Veringenstadt an der Straße nach Inneringen                       | Aufschluss               | Ostrach                                        | 47° 57′ 42″ N, 9° 22′ 50″ O   |                           | Geologische Einheit: Massenkalk-Formation |
| 4579                 | Toteisloch am E-Hang eines Moränenhügels (P. 681,9) des Würm-Glazials, S von Rothenlachen    | Toteisloch               | Wald Gemarkung Rothenlachen                    | 47° 54′ 45″ N, 9° 10′ 42″ O   |                           | Geologische Einheit: ? |
| 4580                 | Toteisloch Müllerzell ESE von Sentenhart                                                     | Toteisloch               | Wald Gemarkung Ruhestetten                     | 47° 54′ 26″ N, 9° 9′ 6″ O     |                           | Geologische Einheit: ? |
| 4581                 | Toteissenke beim Pkt. 695,3 E der Straße Sentenhart-Ruhestetten                              | Toteissenke              | Wald Gemarkung Ruhestetten                     | 47° 54′ 2″ N, 9° 9′ 4″ O      |                           | Geologische Einheit: ? |
| 4582                 | Toteisloch-Feld Dornstock                                                                    | Toteisloch               | Wald Gemarkung Ruhestetten                     | 47° 54′ 6″ N, 9° 8′ 58″ O     |                           | Geologische Einheit: ? |